# Cuphea adenophylla
Cuphea adenophylla é uma espécie endêmica do cerrado de Minas Gerais.
Está ameaçada por ser parte de ecossistema frágil e sujeito à exploração madeireira.